# Magyarország a 2025-ös fedett pályás atlétikai világbajnokságon
Magyarország a kínai Nankingban megrendezendő 2025-ös fedett pályás atlétikai világbajnokság egyik részt vevő nemzete volt, tízenegy sportolóval képviseltette magát. A gátfutó Kozák Luca és Tóth Anna betegség miatt nem indult, a magasugró Bátori Lilianna nem vállalta az indulást. Plisz Balázs és Steigerwald Ernő váltótartalékként volt jelen.

## Érmesek
| Érem  | Versenyző                                             | Versenyszám | Dátum       |
| ----- | ----------------------------------------------------- | ----------- | ----------- |
| Bronz | Enyingi Patrik Wahl Zoltán Kovács Árpád Molnár Attila | 4 × 400 m   | március 23. |

## Eredmények

### Férfi
| Versenyző                                             | Versenyszám | Előfutam | Előfutam | Előfutam | Elődöntő | Elődöntő | Elődöntő | Döntő   | Döntő     |
| Versenyző                                             | Versenyszám | Idő      | Hely.    | Össz.    | Idő      | Hely.    | Össz.    | Idő     | Helyezés  |
| ----------------------------------------------------- | ----------- | -------- | -------- | -------- | -------- | -------- | -------- | ------- | --------- |
| Illovszky Dominik                                     | 60 m        | 6,63     | 3.       | 11.      | 6,63     | 5.       | 13.      | kiesett | kiesett   |
| Enyingi Patrik                                        | 400 m       | 46,23    | 2.       | 6.       | 46,93    | 4.       | 7.       | kiesett | kiesett   |
| Molnár Attila                                         | 400 m       | 46,35    | 1.       | 7.       | 46,32    | 2.       | 5.       | 45,77   | 4.        |
| Eszes Dániel                                          | 60 m gát    | 8,07     | 7.       | 29.      | kiesett  | kiesett  | kiesett  | kiesett | kiesett   |
| Szeles Bálint                                         | 60 m gát    | 7,89     | 4.       | 25.      | 7,89     | 7.       | 21.      | kiesett | kiesett   |
| Enyingi Patrik Wahl Zoltán Kovács Árpád Molnár Attila | 4 × 400 m   |          |          |          |          |          |          | 3:06,03 | Bronzérem |

| Versenyző      | Versenyszám | 60 m | 60 m | Távolugrás | Távolugrás | Súlylökés | Súlylökés | Magasugrás | Magasugrás | 60 m gát | 60 m gát | Rúdugrás | Rúdugrás | 1000 m  | 1000 m | Végeredmény | Végeredmény |
| Versenyző      | Versenyszám | Idő  | Pont | Eredmény   | Pont       | Eredmény  | Pont      | Eredmény   | Pont       | Idő      | Pont     | Eredmény | Pont     | Idő     | Pont   | Pont        | Helyezés    |
| -------------- | ----------- | ---- | ---- | ---------- | ---------- | --------- | --------- | ---------- | ---------- | -------- | -------- | -------- | -------- | ------- | ------ | ----------- | ----------- |
| Gálpál Zsombor | Hétpróba    | 7,01 | 879  | 6,62 m     | 725        | 15,63 m   | 828       | 1,86 m     | 679        | 8,19     | 935      | 4,20 m   | 673      | 2:44,09 | 829    | 5548        | 10.         |

### Női
| Versenyző       | Versenyszám | Előfutam | Előfutam | Előfutam | Elődöntő | Elődöntő | Elődöntő | Döntő   | Döntő    |
| Versenyző       | Versenyszám | Idő      | Hely.    | Össz.    | Idő      | Hely.    | Össz.    | Idő     | Helyezés |
| --------------- | ----------- | -------- | -------- | -------- | -------- | -------- | -------- | ------- | -------- |
| Takács Boglárka | 60 m        | 7,24     | 3.       | 14.      | 7,25     | 5.       | 14.      | kiesett | kiesett  |

| Versenyző     | Versenyszám | 60 m gát | 60 m gát | Magasugrás | Magasugrás | Súlylökés | Súlylökés | Távolugrás | Távolugrás | 800 m   | 800 m | Végeredmény | Végeredmény |
| Versenyző     | Versenyszám | Idő      | Pont     | Eredmény   | Pont       | Eredmény  | Pont      | Eredmény   | Pont       | Idő     | Pont  | Pont        | Helyezés    |
| ------------- | ----------- | -------- | -------- | ---------- | ---------- | --------- | --------- | ---------- | ---------- | ------- | ----- | ----------- | ----------- |
| Krizsán Xénia | Ötpróba     | 8,61     | 993      | 1,69 m     | 842        | 13,29 m   | 747       | 6,17 m     | 902        | 2:12,36 | 930   | 4414        | 8.          |
| Szűcs Szabina | Ötpróba     | 8,58     | 1000     | 1,75 m     | 916        | 13,06 m   | 731       | 6,22 m     | 918        | 2:16,44 | 873   | 4438        | 6.          |